# Pietro Lavè
Pietro Lavè, detto anche Pierino (Novara, 4 marzo 1905 – ...), è stato un calciatore italiano, di ruolo difensore.

## Carriera
Con il Lecce giocò una stagione in Prima Divisione, tre in Serie B, debuttando tra i cadetti nel campionato 1929-1930 e totalizzando 94 presenze ed una rete, e una in Serie C.
Tra i due periodi di militanza nel Lecce giocò anche con il Taranto in Prima Divisione nel 1932-1933, e per tre anni con il Foggia disputando altre 59 partite in Serie B.
Nel 1937 tornò a Taranto dove sarebbe sceso in campo per altre 5 volte nel campionato di Serie B 1937-1938.